# Hideg kiváltotta fejfájás
A hideg kiváltotta fejfájás (angolul: cold-stimulus headache, latinul: sphenopalatine ganglioneuralgia), angol nyelvterületen elterjedt köznyelvi kifejezéssel: „fagylalt-fejfájás” („ice cream headache”) vagy „agyfagyás” (brain freeze) az a jelenség, amikor a szájpadlásban található idegek túlreagálnak a szájüregbe, vagy a garat felső részébe kerülő hideg anyagok - ezek általában erősen hűtött ételek-italok (fagylalt, jégkrém, jégkása stb., de lehet akár belélegzett hideg levegő is - alacsony hőmérsékletére és úgy érzik, hogy az agynak fűtésre van szüksége. A melegben az agyi véredények megdagadnak, ez okozza a fejfájást. Becslések szerint a lakosság 30%-a szenved ezektől a fejfájásoktól[forrás?]. Egy tudományos kísérlet szerint 10-ből 8 gyermek legalább egy fagylaltos fejfájást tapasztalt már élete során. A jelenség pontos élettani részletei még nem teljesen ismertek.

## Külső hivatkozások
- Ice cream headache - Hulihan 314 (7091): 1364 - BMJ
- "Ice cream evoked headaches (ICE-H) study: randomised trial of accelerated versus cautious ice cream eating regimen"
- Hideg inger, a fogbél vitalitását megállapitó inger
- Sphenopalatine Ganglioneuralgia